# Мульденталь (район)
Мульденталь (нім. Muldentalkreis) — колишній район у Німеччині.
Центр району — місто Грімма. Район входив до землі Саксонія. Підпорядкований адміністративному округу Лейпциг.
Площа - 894,02 км². Населення - 129,7 тис. осіб (2007). Густота населення 145 осіб/км².
Офіційний код району - 14 3 83.

## Адміністративний поділ
Район поділявся на 21 громаду.

## Міста та громади
Міста
1. Бад-Лаузік (8.829)
2. Брандис (9.701)
3. Вурцен (17.455)
4. Грімма (19.397)
5. Кольдиц (5.102)
6. Мук (2.247)
7. Наунхоф (8.690)
8. Нерхау (4.051)
9. Требзен (Мульді) (4.243)

Громади
1. Бельгерсхайн (3.478)
2. Бенневіц (5.239)
3. Борсдорф (8.367)
4. Гросботен (3.553)
5. Махерн (6.742)
6. Оттервіш (1.526)
7. Партенштайн (3.753)
8. Талльвіц (3.821)
9. Тюмліцвальде (3.382)
10. Фалькенхайн (3.855)
11. Хобург (2.966)
12. Чадрас (3.342)

Об'єднання громад
1. Управління Бад-Лаузік
2. Управління Наунхоф